# Netzbegrünung
Die netzbegrünung (netzbegrünung – Verein für grüne Netzkultur e.V.) ist ein netzpolitischer Verein, der sich der Förderung einer nachhaltigen und demokratischen digitalen Kultur verschrieben hat und Bündnis 90/Die Grünen nahesteht.

## Geschichte und Gründung
Die netzbegrünung entstand aus einem Zusammenschluss von Personen aus dem Umfeld der Partei Bündnis 90/Die Grünen im Jahr 2006 und zählt damit zu den frühen netzpolitischen Bewegungen im parteinahen Bereich. Der Verein wurde 2014 offiziell ins Vereinsregister eingetragen. Zunächst betrieb netzbegrünung diverse Tools für Bündnis 90/Die Grünen, bevor der Betrieb 2020 in eine IT-Genossenschaft ausgelagert wurde. Seitdem konzentriert sich der Verein auf technische Innovationen sowie die Vermittlung von Fachwissen und digitalpolitischen Inhalten.

## Ziele und Aufgaben
Der Verein gibt als Ziel die Unterstützung von Initiativen und Vereinen bei der Gestaltung ihrer Internetkommunikation, die Vermittlung von Wissen über digitale Kommunikationstechnologien und die Erforschung von neuen Möglichkeiten des Einsatzes dieser Technologien im Sinne einer Förderung von Partizipation im demokratischen Staatswesen an.
Der Verein engagiert sich aktiv in der Netzpolitik, indem er politische Positionen entwickelt und Debatten anstößt, die zu mehr Teilhabe und einer ökologisch gerechten digitalen Gesellschaft beitragen sollen. Darüber hinaus kommentiert er politische Entwicklungen.

## Aktivitäten und Schwerpunkte
Der Verein zählt über 500 Mitglieder aus Deutschland und Österreich. Im Gegensatz zu D64 oder cnetz, die sich als reiner Think Tank verstehen, arbeitet der Verein auch weiterhin nah an den technischen Grundlagen. Seine Mitglieder entwickeln selbst Software oder testen bereits verfügbare Open-Source-Software für Organisationen, denen Nachhaltigkeit wichtig ist. Der Verein betreibt beispielsweise eine Mastodon-Instanz.

### Ausgründung eines IT-Dienstleisters
Im September 2019 wurde aus der netzbegrünung heraus die Genossenschaft verdigado eG gegründet. Zum Bundestagswahlkampf 2025 veröffentlichte sie die App der Partei Bündnis 90/Die Grünen unter der Apache-2.0-Lizenz.

### Veröffentlichung von Webex-Schwachstellen
Im Mai und Juni 2024 deckte netzbegrünung in Zusammenarbeit mit der Journalistin Eva Wolfangel mehrere Schwachstellen in den On-Premise- und Cloud-Versionen des Videokonferenzdienstes Webex des Herstellers Cisco auf. Durch die Schwachstellen waren Metadaten abgeflossen. Unter den von netzbegrünung verifizierten betroffenen europäischen Behörden war unter anderem die Regierung der Niederlande. Die Staatssekretärin Alexandra van Huffelen leitete daraufhin eine Untersuchung ein. In Deutschland wurde die Schwachstelle bei zahlreichen Ministerien und Behörden verifiziert. Die Bundeswehr nahm ihre selbstbetriebene Webex-Lösung aus dem Netz. Die Konsequenzen gipfelten darin, dass das Bundesamt für Sicherheit in der Informationstechnik (BSI) klarstellen musste, Webex niemals empfohlen zu haben, obwohl mehrere Ministerien zuvor auf eine angebliche Empfehlung des BSI Bezug genommen hatten.